# Dysaphis candicans
Dysaphis candicans är en insektsart. Dysaphis candicans ingår i släktet Dysaphis och familjen långrörsbladlöss. Inga underarter finns listade i Catalogue of Life.